# Hermann Fister
Hermann Fister (* 7. April 1938 in Wulkaprodersdorf; † 20. Juni 2006) war ein österreichischer Politiker (SPÖ). Er war von 1991 bis 1996 Landesrat in der Burgenländischen Landesregierung und 1996 kurzzeitig 3. Präsident des Burgenländischen Landtags.

## Leben
Fister war als Sohn eines Gewerbetreibenden geboren worden und besuchte die Volksschule in Wulkaprodersdorf. Er wechselte danach an das Realgymnasium in Eisenstadt und absolvierte die Bundesgewerbeschule in Mödling, an der er 1958 die Matura ablegte. Danach studierte er Architektur an der Technischen Hochschule Wien und arbeitete nach dem Abschluss seines Studiums als Architekt, wobei in sein Beruf nach Syrien, Israel und in den Libanon führte. Fister trat 1967 in den Dienst des Landes Burgenland und wurde 1976 beamteter Leiter des Wasserleitungsverbandes Nördliches Burgenland.

## Politik
Im politischen Bereich übernahm Fister 1984 die Funktion des Bürgermeisters von Wulkaprodersdorf, die er bis 1991 ausübte. Vom 18. Juli 1991 bis zum 27. Juni 1996 war als Landesrat für Wohnbauförderung, Raumplanung, Krankenanstalten, Dorferneuerung und Sport in der Landesregierung Stix I tätig, schied jedoch nach dem Verlust eines Regierungssitzes bei der Landtagswahl 1996 aus der Landesregierung aus. Danach wirkte Fister ab dem 27. Juni 1996 als 3. Landtagspräsident, musste jedoch bereits wieder am 30. September 1996 aus gesundheitlichen Gründen aus dem Landtag ausscheiden.